# 엔닌

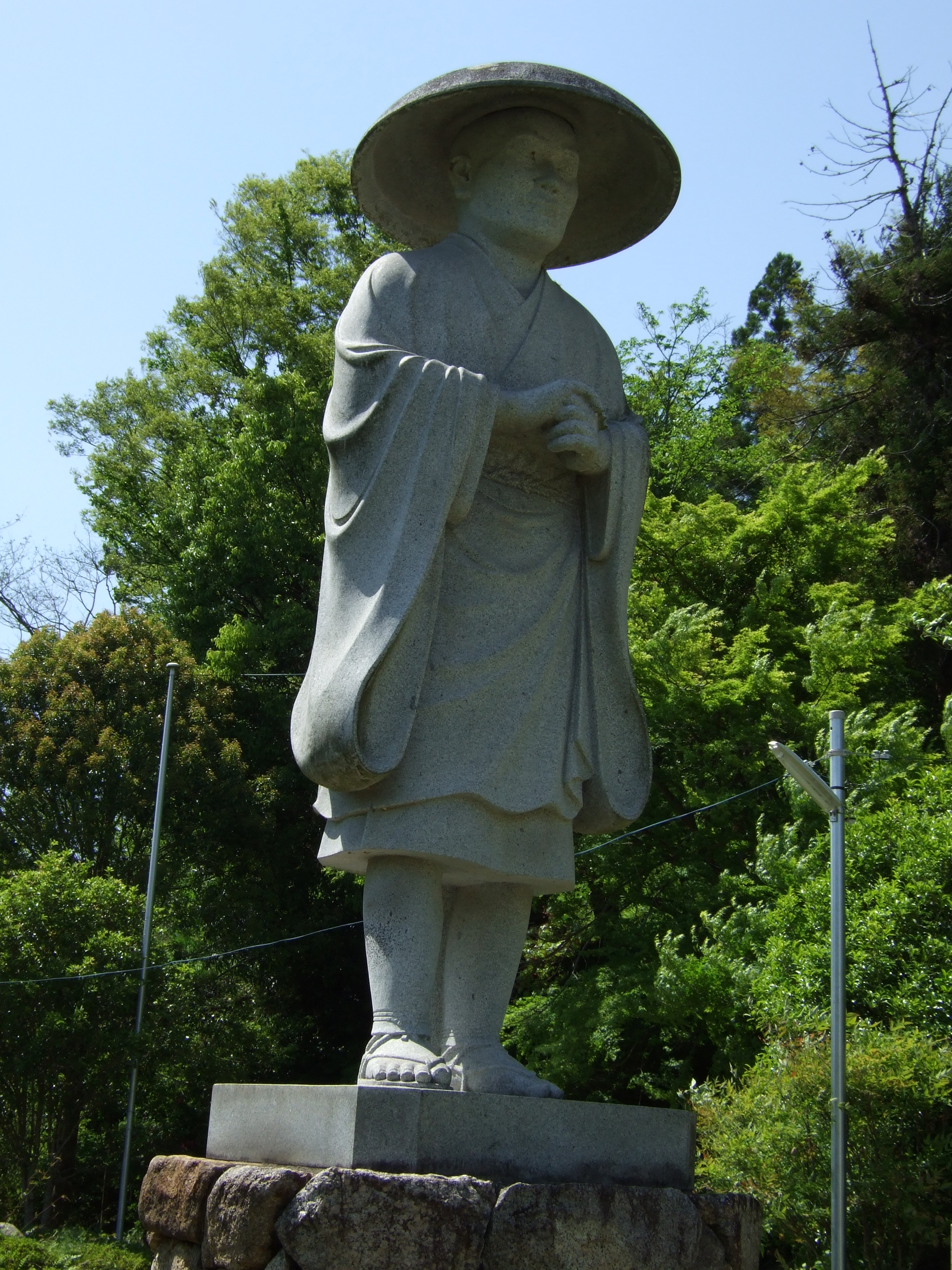
엔닌 동상

자각대사 엔닌(円仁, 794년 ~ 864년)은 일본의 교토시 인근 엔랴쿠지의 승려로 9세기 당나라와 당나라의 신라인의 생활을 잘 소개한 엔닌의 일기인 입당구법순례행기(入唐求法巡禮行記)를 썼다.

## 생애
엔닌은 794년 현재의 도치기현의 미부(壬生) 가문에서 출생하여, 14세에 교토 근처의 히에이 산의 엔랴쿠지(延曆寺)에 입적하여 출가하였다.
838년 일본 규슈(九州) 하카타를 출발하여 9년간(838~847) 당나라에 머물면서 그 동안의 행적을 일기로 썼다.
그의 일기는 총 4권이 있으며, 당시의 당나라의 풍습과 관습, 문화 등 많은 사실적인 기록들이 들어가 있다. 특히 2권에서는 그는 신라방에서 많은 신세를 진 듯 그의 책에서“신라인 해상왕 장보고의 통치 아래 있던 중국 내 신라방이 자신에게 베풀어진 배려가 아니었으면, 돌아가기 힘들었다"고 기록하고 있다.
현재 엔닌이 소속되었던 엔랴쿠지에는 장보고 기념비를 비롯해 당시의 유물들이 많이 남아 있고, 적산 법화원에서 오랫동안 신세를 지었기 때문에 돌아와서 교토시 북동부의 히에이 산(比叡山)에 엔랴쿠지의 별원으로 적산선원(赤山禪院, 세키잔젠인)을 세웠다. (지금도 관광이 가능하다.)
시대는 달리하지만, 20세기 초 둔황의 유물을 탐구했던 근처의 사원인 서본원사(니시혼간지)의 승려인 오타니 고즈이에게 많은 영향을 끼친 것으로 추측된다. 오타니는 둔황의 유물을 일본으로 반출한, 둔황학의 몇 안되는 유물 수집자들 중의 하나이며, 왕오천축국전을 집필한 혜초가 신라의 고승임을 알아내었다.

## 관련
- 장보고
- 신라방
- 입당구법순례행기
- 적산 법화원
- 엔랴쿠지